# Paracelis
Paracelis es un municipio filipino de segunda categoría, situado en la isla de Luzón. Forma parte de la provincia de La Montaña situada en la Región Administrativa de La Cordillera, también denominada RAC.
Conforme al censo del 2007, tiene 24,705 habitantes.

## Barangays
El municipio  de Paracelis se divide, a los efectos administrativos, en 9 barangayes o barrios, conforme a la siguiente relación:
| - Anonat - Bacarri | - Bananao - Bantay (Nattalongan) | - Butigue - Bunot | - Buringal - Palitod | - Población |  |

## Historia
Los primeros pobladores de Paracelis petenecían al grupo étnico Ga'dang (Gaddang) procedentes de las montañas del Valle del Cagayán. Son los ancestros de la tribu de los Baliwon.
Por su situación geográfica ha sido punto de entrada para el resto de la provincia.
A principios del siglo XX era un barrio de Natonin perteneciente al Distrito de Kalao.
Este municipio fue creado el año 1962.
La primera sede municipal estaba en Nattalongan, hoy denominado  Bantay. En 1962 fue trasladada a Anangka.
Paracelis es un crisol de razas donde conviven Balangao, Madukayans, Kalinga, y las tribus Ifugao incluyendo Ilocanos.